# La Grand Comba
La Grand Comba (en francès La Grand-Combe) és un municipi francès situat al departament del Gard i a la regió d'Occitània. L'any 1999 tenia 5.800 habitants.